# Staatliche Universität Jaroslawl
Die Staatliche Universität Pawel Grigorjewitsch Demidow Jaroslawl (russisch Ярославский государственный университет имени П. Г. Демидова; transkr. Jaroslawski gossudarstwenny uniwersitet imeni P. G. Demidowa, transl. Âroslavskij gosudarstvennyj universitet imeni P. G. Demidova) ist eine Universität in der russischen Großstadt Jaroslawl. In ihrer jetzigen Form existiert sie seit 1970 und beinhaltet heute neun Fakultäten.

## Geschichte

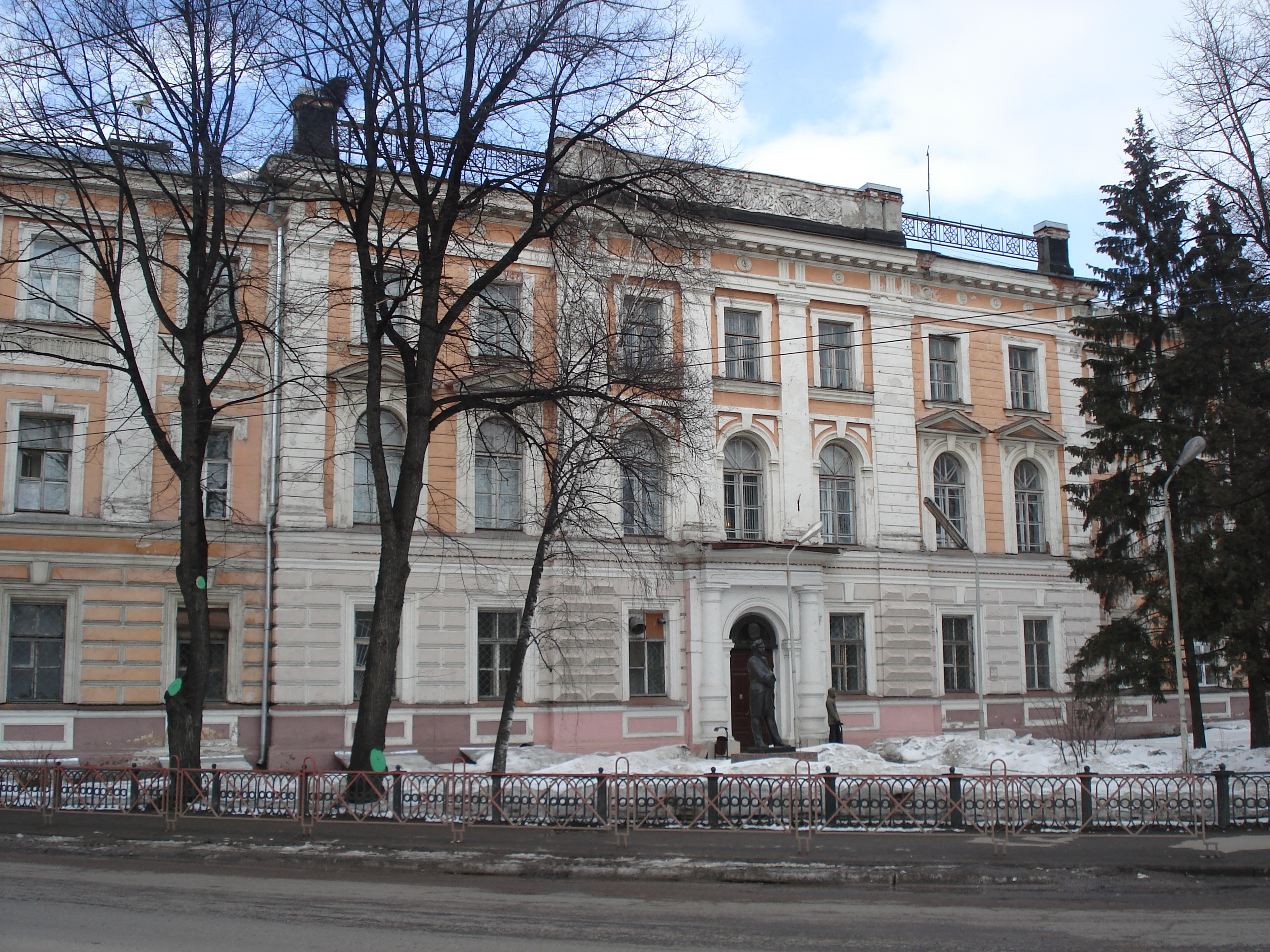
Das Gebäude der Verwaltung und der Fakultät für Physik

Die Universität ging aus der sogenannten Lehranstalt für Höhere Wissenschaften (Высших наук училище) hervor, die im Jahre 1803 vom russischen Großindustriellen Pawel Grigorjewitsch Demidow, einem Urenkel des Eisenfabrikanten Nikita Demidow, gestiftet wurde. Bei dieser Anstalt, die ursprünglich vorwiegend Staatsbeamte ausbilden sollte, handelte es sich um eine der ältesten Hochschulen in der russischen Provinz. Der Lehrbetrieb wurde am 13. August 1804 unter Leitung von sieben Professoren und bei einer zunächst sehr geringen Zahl von Studierenden aufgenommen.
1834 wurde die Lehranstalt reformiert und galt von da an als reine rechtswissenschaftliche Hochschule. Seit 1868 hieß sie Juristisches Lyzeum „P.G.Demidow“ und entwickelte sich bis zum Anfang des 20. Jahrhunderts zu einer der renommiertesten Juristen-Kaderschmieden im Russischen Zarenreich. Jährlich schlossen dort etwa 100 Absolventen ihr Studium ab.
Kurz nach der Oktoberrevolution wurde das Lyzeum per Regierungsbeschluss im Jahre 1919 aufgelöst und in eine Volluniversität umfunktioniert, die erstmals die Bezeichnung Staatliche Universität Jaroslawl erhielt. Nach der Ausgliederung der Pädagogischen Fakultät im Jahre 1924 in eine (bis heute existierende) eigenständige pädagogische Hochschule wurde die Universität jedoch unter anderem aufgrund finanzieller Nöte aufgelöst. Erst 1970 wurde die Universität anlässlich der Feierlichkeiten zum 100. Geburtstag von Revolutionsführer Lenin neu eingerichtet. Seit 1995 trägt die Uni wieder den Namen ihres Stifters Pawel Demidow.

## Fakultäten
Es gibt neun Fakultäten sowie eine Fachabteilung:
- Fakultät für Biologie und Ökologie
- Fakultät für Informatik und Rechentechnik
- Fakultät für Geschichte
- Fakultät für Mathematik
- Fakultät für sozial-politische Wissenschaften
- Fakultät für Psychologie
- Fakultät für Physik
- Fakultät für Ökonomie
- Fakultät für Rechtswissenschaft
- Fachabteilung „Universitätskolleg“

## Bekannte Dozenten
- Leon Cienkowski (Naturkunde, Demidow-Lyzeum, 1850–1854)
- Isaak Jaglom (1921–1988), (Mathematik, 1974–83)
- Konstantin Uschinski (Staatsrecht, Demidow-Lyzeum, 1846–49)

## Bekannte Studenten
- Konstantin Balmont (1867–1942), Dichter (Demidow-Lyzeum, 1888–90)
- Alexander Beljajew (1884–1942), Schriftsteller (Demidow-Lyzeum, 1901–06)
- Maksim Bahdanowitsch (1891–1917), Dichter (Demidow-Lyzeum, 1911–16)
- Konstantin Leontjew (1831–1891), Philosoph (Demidow-Lyzeum, 1849)
- Nikolai Podwoiski, Revolutionär (Demidow-Lyzeum, 1901–05)
- Tichon Rabotnow (1904–2000), Botaniker (1920–24)